# Perdices
Perdices (łac. Diocesis Perdicensis) – stolica historycznej diecezji w Cesarstwie rzymskim, w prowincji Mauretania Sitifense, zlikwidowana w VII w. podczas ekspansji islamskiej, współcześnie w północnej Algierii. Obecnie katolickie biskupstwo tytularne.

## Biskupi
| Lp. | Biskup                | Funkcja                                    | Od                | Do               |
| --- | --------------------- | ------------------------------------------ | ----------------- | ---------------- |
| 1   | Moisés Alves de Pinho | emerytowany arcybiskup Luandy (Angola)     | 17 listopada 1966 | 21 stycznia 1971 |
| 2   | Albert Ottenweller    | biskup pomocniczy Toledo (USA)             | 17 kwietnia 1974  | 27 września 1977 |
| 3   | Thomas Costello       | biskup pomocniczy Syracuse (USA)           | 2 stycznia 1978   | 15 lutego 2019   |
| 4   | Stephano Musomba      | biskup pomocniczy Dar-es-Salaam (Tanzania) | 7 lipca 2021      | 7 marca 2025     |